# Ditassa peruviana
Ditassa peruviana är en oleanderväxtart som beskrevs av G. Morillo. Ditassa peruviana ingår i släktet Ditassa och familjen oleanderväxter. Inga underarter finns listade i Catalogue of Life.